# Крофордвілл (Флорида)
Крофордвілл (англ. Crawfordville) — переписна місцевість (CDP) в США, в окрузі Вакулла штату Флорида. Населення — 4853 особи (2020).

## Географія
Крофордвілл розташований за координатами 30°11′58″ пн. ш. 84°21′48″ зх. д. / 30.19944° пн. ш. 84.36333° зх. д. (30.199552, -84.363398).  За даними Бюро перепису населення США в 2010 році переписна місцевість мала площу 11,83 км², уся площа — суходіл.

## Демографія
Згідно з переписом 2010 року, у переписній місцевості мешкали 3702 особи в 1342 домогосподарствах у складі 981 родини. Густота населення становила 313 осіб/км².  Було 1506 помешкань (127/км²).
Расовий склад населення:
| - 83,5 % — білих - 11,8 % — чорних або афроамериканців - 1,4 % — азіатів - 0,7 % — корінних американців - 0,2 % — вихідців з тихоокеанських островів |

До двох чи більше рас належало 2,2 %. Частка іспаномовних становила 3,6 % від усіх жителів.
За віковим діапазоном населення розподілялося таким чином: 28,2 % — особи молодші 18 років, 61,2 % — особи у віці 18—64 років, 10,6 % — особи у віці 65 років та старші. Медіана віку мешканця становила 36,2 року. На 100 осіб жіночої статі у переписній місцевості припадало 95,7 чоловіків;  на 100 жінок у віці від 18 років та старших — 93,0 чоловіків також старших 18 років.
Середній дохід на одне домашнє господарство  становив 53 036 доларів США (медіана — 50 272), а середній дохід на одну сім'ю — 59 393 долари (медіана — 56 157). Медіана доходів становила 41 926 доларів для чоловіків та 34 435 доларів для жінок. За межею бідності перебувало 15,6 % осіб, у тому числі 25,6 % дітей у віці до 18 років та 10,2 % осіб у віці 65 років та старших.
Цивільне працевлаштоване населення становило 1862 особи. Основні галузі зайнятості: публічна адміністрація — 18,0 %, роздрібна торгівля — 17,1 %, освіта, охорона здоров'я та соціальна допомога — 13,9 %.